# Lophophorata
Super-embranchement
Synonymes
- Tentaculata Ax, 1996

Les lophophorés, lophophoronidés, lophophorates, lophophoriens ou lophophoridés sont des animaux bilatériens aquatiques. Ils ont longtemps été considérés comme appartenant aux deutérostomiens, en tant que « deutérostomiens primitifs ».
Aujourd'hui, on les classe parmi les Lophotrochozoaires, aux côtés des Trochozoaires.

## Caractéristiques anatomiques
Ils sont caractérisés par trois feuillets, le protosome, le mésosome et le métasome ainsi que par un lophophore, couronne de tentacules (rétractiles et non urticantes). Le lophophore filtre l'eau et permet à l'animal de capter les particules alimentaires en suspension dans l'eau (Le lophophore capte les particules apportées par le courant, ou quand l'eau est stagnante, il crée (par rotation et balancement) un léger courant d'eau et y piège les microparticules alors conduites à  la bouche. On parle de microphagie suspensivore). Le lophophore contient des extensions du cœlome.
Le tube digestif est en forme de U et l'anus (proche de la bouche) est externe.

## Les trois embranchements
On y dénombre trois embranchements, tous considérés aujourd'hui comme protostomiens :
1. Les Phoronides, caractérisés par un quatrième feuillet : l'épistosome qui vient au-dessus du protosome. Ils vivent fixés sur le substrat, possèdent un tube digestif entouré par une membrane et s'enroulent dans de la chitine à la manière des arthropodes (ex. : Phoronopsis hippocrepia).
2. Les Brachiopodes, phylum ressemblant au groupe des lamellibranches (mollusques), ils se distinguent par leurs coquilles ventrale et dorsale et par les muscles qui les actionnent (ex : Laqueus).
3. Les Ectoproctes (bryozoaires s.s.) caractérisés par un squelette externe (zoïde) où l'animal (le polypide) se cache dans une loge (cystide), ce squelette est une matière calco-chitineuse sécrétée par l'animal. Ils se développent en colonie, se reproduisent par bourgeonnement et ressemblent aux coraux (ex. : Electra pilosa).

Certains pensent que le groupement est polyphylétique. Peterson & Eernisse (2001), réservent ce terme aux deux premiers phyla, qui constituent un super-embranchement plus connu sous le nom de Phoronozoa.